# سد نارک
سد نارَک (به سیریلیک: Нерӯгоҳи обии Норак که به فارسی «نیروگاه آبی نارک» نوشته می‌شود) یک سدی خاکی بر روی رود وخش در کشور تاجیکستان است.
این سد با داشتن ۳۰۰ متر بلندا، تا سال ۲۰۱۲ بلندترین سد در جهان بود.

## ساخت

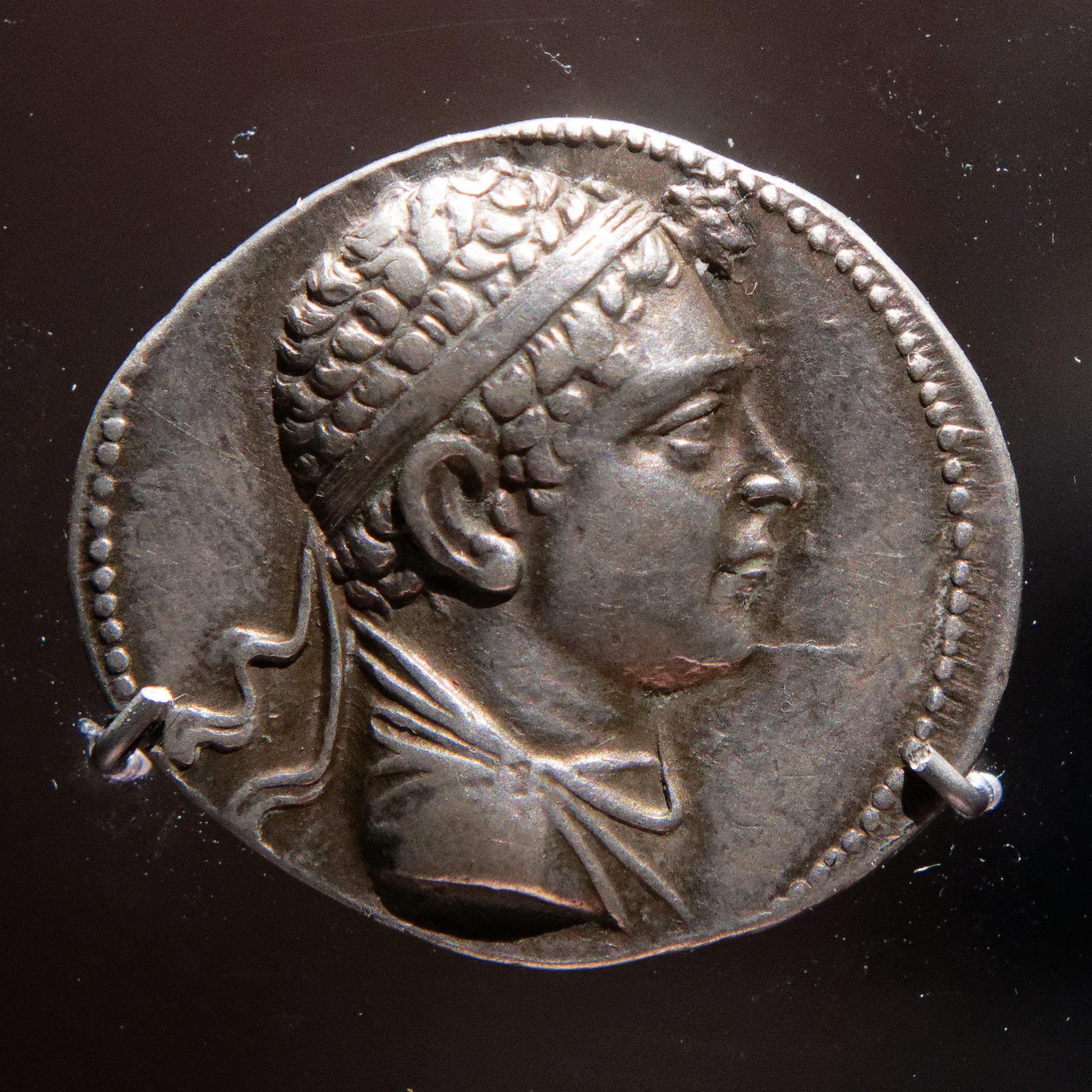
سکه تترادراخما دوره اوتیدم دوم (۱۸۵–۱۸۰ پ‌م) که در زمان ساخت و ساز سد کشف شد.

سد نورک توسط اتحاد جماهیر شوروی بین سال‌های ۱۹۶۱ و ۱۹۸۰ ساخته شد. این سد به‌طور منحصربه‌فردی ساخته شده‌است، با هسته مرکزی سیمانی که مانع نفوذ آب به ساختمان پر از سنگ و خاک به ارتفاع ۳۰۰ متر (۹۸۰ فوت) می‌شود. حجم سد ۵۴ میلیون مترمکعب است. این سد شامل نه واحد تولید برق آبی است که اولین فاز آن در سال ۱۹۷۲ و آخرین در سال ۱۹۷۹ راه اندازی شد. تخمین زده می‌شود که ۵۰۰۰ نفر از منطقه پشت سد جابه‌جا شده‌اند.
این سد در تنگه ای عمیق در امتداد رودخانه وخش در غرب تاجیکستان، در حدود ۷۵ کیلومتر (۴۷ مایل)شرق پایتخت این کشور، دوشنبه واقع شده‌است. شهری در نزدیکی سد نیز به نام نورک احداث شد تا محل اقامت مهندسان و سایر کارگران شاغل در نیروگاه سد باشد.